# Jens Juul Holst
Jens Juul Holst (né le 31 août 1945) est un médecin et physiologiste danois. 

## Carrière
Il est connu pour avoir découvert et décrit le glucagon-like peptide-1 (GLP-1), une hormone intestinale qui joue un rôle important dans l'apparition et le développement du diabète de type 2. En collaboration avec le chercheur et auteur Arne Astrup (en), il découvre que le GLP-1 agit comme une hormone de satiété chez l'homme.
En 2020, il reçoit le prix de la Fondation Warren Alpert aux côtés de Daniel J. Drucker et Joel Habener. En 2021, il reçoit le prix international Canada Gairdner aux côtés de Daniel J. Drucker, Joel  Habener et Mary-Claire King. Il reçoit également la médaille Banting de l'American Diabetes Association (ADA). En 2024, il reçoit le prix Princesse des Asturies pour la recherche technique et scientifique aux côtés de Daniel J. Drucker, Jeffrey M. Friedman, Joel Habener et Svetlana Mojsov, ainsi que le prix Tang dans la catégorie « Science biopharmaceutique » et le prix Frontiers of Knowledge de la Fondation BBVA dans la catégorie « Biologie et biomédecine » . En 2025, il reçoit le Breakthrough Prize in Life Sciences aux côtés de Daniel Drucker, Joel Habener, Svetlana Mojsov et Lotte Bjerre Knudsen (en).